# Niels Ejlert Arnth-Jensen
Niels Ejlert Arnth-Jensen (født 27. september 1883 i Gerlev, død 26. februar 1966 i Slagelse) var en dansk politiker og minister.
Født i Gerlev ved Slagelse, søn af uddeler I. Chr. Jensen og hustru Karen, født Hansen.
Arnth-Jensen fik 1904 lærereksamen fra Vordingborg Seminarium og blev bl.a. lærer ved Ryslinge Højskole. Han var sognerådsformand i Gerlev ved Slagelse 1917-1928. Han var formand for De danske Skytte- og Gymnastikforeninger 1934-1963.
Arnth-Jensen blev i 1927 valgt for Sorø Amtskreds som medlem af Folketinget, hvor han sad frem til 1957. I 1947 blev han efter Ejnar Kjærs død indenrigsminister i Regeringen Knud Kristensen, hvor han støttede Knud Kristensen i det sydslesvigske spørgsmål.
I tegneren Bo Bojesens faste fremstilling i Politiken af venstrefolk som vikinger var Arnth-Jensen altid Arnth Rorsmand.
- Gravsten ved Gerlev Kirke